# Testa del Redentore
Testa del Redentore è un dipinto del pittore veneziano Giovanni Bellini realizzato circa nel 1500-1502 e conservato nelle Gallerie dell'Accademia a Venezia. Il dipinto nel 1838 fu donato alle Gallerie dell'Accademia da Girolamo Contarini.

## Descrizione e stile

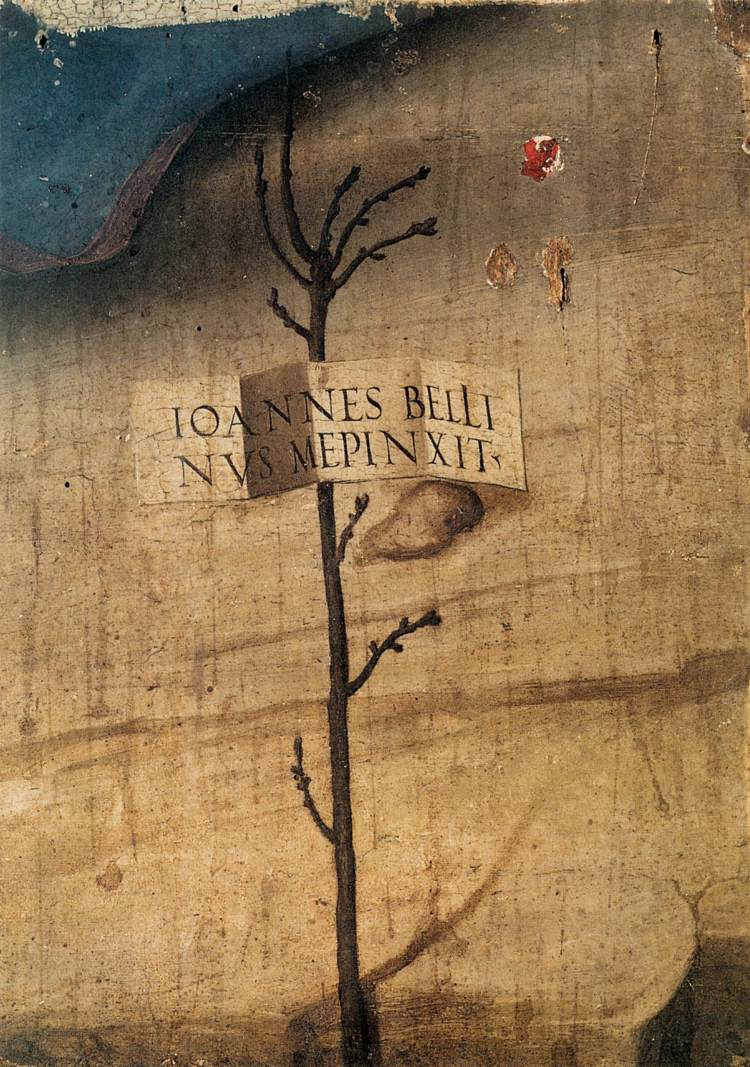

È un frammento di una scena più ampia della Trasfigurazione, un altro frammento della stessa opera reca una pergamena con la firma "IOANNES BELLINUS ME PINXIT" (Giovanni Bellini mi ha dipinto). Ha il significato della sua doppia natura: divina e umana.